# 래리 오브라이언 챔피언십 트로피
래리 오브라이언 챔피언십 트로피(영어: Larry O'Brien Championship Trophy)는 NBA 우승 결정 시리즈인 NBA 파이널(영어: NBA Finals)의 우승팀에게 주어지는 트로피이다. 트로피는 1976년에 그때까지의 NBA 챔피언에게 수여된 월터 A. 브라운 트로피(영어: Walter A. Brown Trophy) 대신 수여된다. 당시는 NBA 월드 챔피언십 트로피(영어: NBA World Championship Trophy)이며, 1975년부터 1984년까지 NBA 커미셔너였던 래리 오브라이언에서 따왔다.
골대와 바구니 위에 농구공을 묘사한 현재의 디자인은 1977년에 처음으로 원래 이름으로 수여되었으며, 1975년부터 1984년까지 재임한 전 NBA 커미셔너 래리 오브라이언을 기리기 위해 변경되었습니다. NBA에 입단하기 전에 래리 오브라이언은 1965년부터 1968년까지 린든 B. 존슨 대통령 밑에서 미국 우정청장을 지냈다.

## 역사
1977년 NBA 파이널을 위해 새로운 트로피가 만들어졌다. 첫번짜 우승팀은 필라델피아 세븐티식서스를 6경기 만에 꺾은 포틀랜드 트레일 블레이저스였다. 새로운 트로피는 원래 우승 트로피와 달리 우승팀에게 영구적으로 주어지고 매년 새로운 트로피가 만들어졌는데, 이는 NFL(영어: National Football League) 슈퍼볼(영어: Super Bowl) 우승팀에게 매년 수여되는 빈스 롬바디 트로피(영어: Vince Lombardi Trophy)와 MLB(영어: Major League Baseball) 월드시리즈(World Series) 우승팀에게 매년 수여되는 커미셔너 트로피와 유사하다. 1982~1983 필라델피아 세븐티식서스는 1983년 로스앤젤레스 레이커스를 휩쓸며 브라운 트로피를 수상한 마지막 팀이었다. 1984년에는 1975년부터 1984년까지 NBA 커미셔너를 역임한 래리 오브라이언을 기리기 위해 트로피 이름을 래리 오브라이언 챔피언십 트로피로 바꾸었다. 보스턴 셀틱스는 1984년 NBA 파이널에서 로스앤젤레스 레이커스를 7경기 만에 물리치고 개명된 트로피의 첫 수상자였다.
75주년 시즌의 일환으로 일련의 재설계된 상의 일환으로 트로피 디자인이 다시 한 번 변경되었다. 가장 눈에 띄는 변화는 이전 디자인의 정사각형 기초를 대체하는 두 개의 디스크입니다. 새 트로피를 설계한 사람에 따르면, 정사각형 파운데이션은 트로피를 잡는 어색한 방법으로 여겨졌고, 둥근 디스크는 휴대와 들기를 더 쉽게 만들 것이라고 합니다. 두 디스크는 NHL(영어: National Hockey League) 스탠리 컵(영어: Stanley Cup)의 메탈 밴드처럼 기능한다. 탑 디스크는 1947년부터 2021년까지 리그 최초로 75개 우승팀을 보여주고, 바텀 디스크는 협회 창립 100주년에 맞춰 2022년부터 2046년까지 다음 25개 우승팀을 보유하게 된다. 사임한 트로피의 공과 네트도 오른쪽, 즉 앞으로 기울어져 리그의 지속적인 진보 열망을 대변한다.

## 내력
| 연도 | 우승 팀                   | 스코어  | 준우승 팀                 | MVP               | 소속팀                    |
| ---- | ------------------------- | ------- | ------------------------- | ----------------- | ------------------------- |
| 1977 | 포틀랜드 트레일블레이저스 | 4승2패  | 필라델피아 세븐티식서스   | 빌 월튼           | 포틀랜드 트레일블레이저스 |
| 1978 | 워싱턴 불리츠             | 4승3패  | 시애틀 슈퍼소닉스         | 웨스 언셀드       | 워싱턴 불리츠             |
| 1979 | 시애틀 슈퍼소닉스         | 4승1패  | 워싱턴 불리츠             | 데니스 존슨       | 시애틀 슈퍼소닉스         |
| 1980 | 로스앤젤레스 레이커스     | 4승2패  | 필라델피아 세븐티식서스   | 매직 존슨         | 로스앤젤레스 레이커스     |
| 1981 | 보스턴 셀틱스             | 4승2패  | 휴스턴 로키츠             | 세드릭 맥스웰     | 보스턴 셀틱스             |
| 1982 | 로스앤젤레스 레이커스     | 4승2패  | 필라델피아 세븐티식서스   | 매직 존슨         | 로스앤젤레스 레이커스     |
| 1983 | 필라델피아 세븐티식서스   | 4승     | 로스앤젤레스 레이커스     | 모제스 말론       | 필라델피아 세븐티식서스   |
| 1984 | 보스턴 셀틱스             | 4승3패  | 로스앤젤레스 레이커스     | 래리 버드         | 보스턴 셀틱스             |
| 1985 | 로스앤젤레스 레이커스     | 4승2패  | 보스턴 셀틱스             | 카림 압둘-자바    | 로스앤젤레스 레이커스     |
| 1986 | 보스턴 셀틱스             | 4승2패  | 휴스턴 로키츠             | 래리 버드         | 보스턴 셀틱스             |
| 1987 | 로스앤젤레스 레이커스     | 4승2패  | 보스턴 셀틱스             | 매직 존슨         | 로스앤젤레스 레이커스     |
| 1988 | 로스앤젤레스 레이커스     | 4승3패  | 디트로이트 피스턴스       | 제임스 워디       | 로스앤젤레스 레이커스     |
| 1989 | 디트로이트 피스턴스       | 4승     | 로스앤젤레스 레이커스     | 조 듀마스         | 디트로이트 피스턴스       |
| 1990 | 디트로이트 피스턴스       | 4승1패  | 포틀랜드 트레일블레이저스 | 아이재이아 토마스 | 디트로이트 피스턴스       |
| 1991 | 시카고 불스               | 4승1패  | 로스앤젤레스 레이커스     | 마이클 조던       | 시카고 불스               |
| 1992 | 시카고 불스               | 4승2패  | 포틀랜드 트레일블레이저스 | 마이클 조던       | 시카고 불스               |
| 1993 | 시카고 불스               | 4승2패  | 피닉스 선스               | 마이클 조던       | 시카고 불스               |
| 1994 | 휴스턴 로키츠             | 4승3패  | 뉴욕 닉스                 | 하킴 올라주원     | 휴스턴 로키츠             |
| 1995 | 휴스턴 로키츠             | 4승     | 올랜도 매직               | 하킴 올라주원     | 휴스턴 로키츠             |
| 1996 | 시카고 불스               | 4승2패  | 시애틀 슈퍼소닉스         | 마이클 조던       | 시카고 불스               |
| 1997 | 시카고 불스               | 4승2패  | 유타 재즈                 | 마이클 조던       | 시카고 불스               |
| 1998 | 시카고 불스               | 4승2패  | 유타 재즈                 | 마이클 조던       | 시카고 불스               |
| 1999 | 샌안토니오 스퍼스         | 4승1패  | 뉴욕 닉스                 | 팀 던컨           | 샌안토니오 스퍼스         |
| 2000 | 로스앤젤레스 레이커스     | 4승2패  | 인디애나 페이서스         | 샤킬 오닐         | 로스앤젤레스 레이커스     |
| 2001 | 로스앤젤레스 레이커스     | 4승1패  | 필라델피아 세븐티식서스   | 샤킬 오닐         | 로스앤젤레스 레이커스     |
| 2002 | 로스앤젤레스 레이커스     | 4승     | 뉴저지 네츠               | 샤킬 오닐         | 로스앤젤레스 레이커스     |
| 2003 | 샌안토니오 스퍼스         | 4승2패  | 뉴저지 네츠               | 팀 던컨           | 샌안토니오 스퍼스         |
| 2004 | 디트로이트 피스턴스       | 4승1패  | 로스앤젤레스 레이커스     | 천시 빌럽스       | 디트로이트 피스턴스       |
| 2005 | 샌안토니오 스퍼스         | 4승3패  | 디트로이트 피스턴스       | 팀 던컨           | 샌안토니오 스퍼스         |
| 2006 | 마이애미 히트             | 4승2패  | 댈러스 매버릭스           | 드웨인 웨이드     | 마이애미 히트             |
| 2007 | 샌안토니오 스퍼스         | 4승     | 클리블랜드 캐벌리어스     | 토니 파커         | 샌안토니오 스퍼스         |
| 2008 | 보스턴 셀틱스             | 4승2패  | 로스앤젤레스 레이커스     | 폴 피어스         | 보스턴 셀틱스             |
| 2009 | 로스앤젤레스 레이커스     | 4승1패  | 올랜도 매직               | 코비 브라이언트   | 로스앤젤레스 레이커스     |
| 2010 | 로스앤젤레스 레이커스     | 4승3패  | 보스턴 셀틱스             | 코비 브라이언트   | 로스앤젤레스 레이커스     |
| 2011 | 댈러스 매버릭스           | 4승2패  | 마이애미 히트             | 더크 노비츠키     | 댈러스 매버릭스           |
| 2012 | 마이애미 히트             | 4승1패  | 오클라호마시티 선더       | 르브론 제임스     | 마이애미 히트             |
| 2013 | 마이애미 히트             | 4승3패  | 샌안토니오 스퍼스         | 르브론 제임스     | 마이애미 히트             |
| 2014 | 샌안토니오 스퍼스         | 4승1패  | 마이애미 히트             | 카와이 레너드     | 샌안토니오 스퍼스         |
| 2015 | 골든스테이트 워리어스     | 4승2패  | 클리블랜드 캐벌리어스     | 안드레 이궈달라   | 골든스테이트 워리어스     |
| 2016 | 클리블랜드 캐벌리어스     | 4승3패  | 골든스테이트 워리어스     | 르브론 제임스     | 클리블랜드 캐벌리어스     |
| 2017 | 골든스테이트 워리어스     | 4승1패  | 클리블랜드 캐벌리어스     | 케빈 듀랜트       | 골든스테이트 워리어스     |
| 2018 | 골든스테이트 워리어스     | 4승     | 클리블랜드 캐벌리어스     | 케빈 듀랜트       | 골든스테이트 워리어스     |
| 2019 | 토론토 랩터스             | 4승2패  | 골든스테이트 워리어스     | 카와이 레너드     | 토론토 랩터스             |
| 2020 | 로스앤젤레스 레이커스     | 4승 2패 | 마이애미 히트             | 르브론 제임스     | 로스앤젤레스 레이커스     |
| 2021 | 밀워키 벅스               | 4승 2패 | 피닉스 선스               | 야니스 아데토쿤보 | 밀워키 벅스               |
| 2022 | 골든스테이트 워리어스     | 4승 2패 | 보스턴 셀틱스             | 스테픈 커리       | 골든스테이트 워리어스     |
| 2023 | 덴버 너기츠               | 4승 1패 | 마이애미 히트             | 니콜라 요키치     | 덴버 너기츠               |
| 2024 | 보스턴 셀틱스             | 4승 1패 | 댈러스 매버릭스           | 제일런 브라운     | 보스턴 셀틱스             |

## 트로피 수상 횟수
| 횟수 | 팀                        | NBA 우승연도                                                     |
| ---- | ------------------------- | ---------------------------------------------------------------- |
| 11회 | 로스앤젤레스 레이커스     | 1980, 1982, 1985, 1987, 1988, 2000, 2001, 2002, 2009, 2010, 2020 |
| 6회  | 시카고 불스               | 1991, 1992, 1993, 1996, 1997, 1998                               |
| 5회  | 보스턴 셀틱스             | 1981, 1984, 1986, 2008, 2024                                     |
| 5회  | 샌안토니오 스퍼스         | 1999, 2003, 2005, 2007, 2014                                     |
| 4회  | 골든스테이트 워리어스     | 2015, 2017, 2018, 2022                                           |
| 3회  | 디트로이트 피스턴스       | 1989, 1990, 2004                                                 |
| 3회  | 마이애미 히트             | 2006, 2012, 2013                                                 |
| 2회  | 휴스턴 로키츠             | 1994, 1995                                                       |
| 1회  | 클리블랜드 캐벌리어스     | 2016                                                             |
| 1회  | 댈러스 매버릭스           | 2011                                                             |
| 1회  | 덴버 너기츠               | 2023                                                             |
| 1회  | 밀워키 벅스               | 2021                                                             |
| 1회  | 필라델피아 세븐티식서스   | 1983                                                             |
| 1회  | 포틀랜드 트레일블레이저스 | 1977                                                             |
| 1회  | 시애틀 슈퍼소닉스         | 1979                                                             |
| 1회  | 토론토 랩터스             | 2019                                                             |
| 1회  | 워싱턴 불리츠             | 1978                                                             |

## 같이 보기
- 월터 A. 브라운 트로피